# 南海峪遗址
南海峪遗址，位于山西省运城市垣曲县县城西南24公里毛家镇店头村南海峪沟口东侧山腰，是中华人民共和国山西省文物保护单位之一。
1986年8月18日，授予山西省文物保护单位，是一座古遗址。